# Josef Buchmann

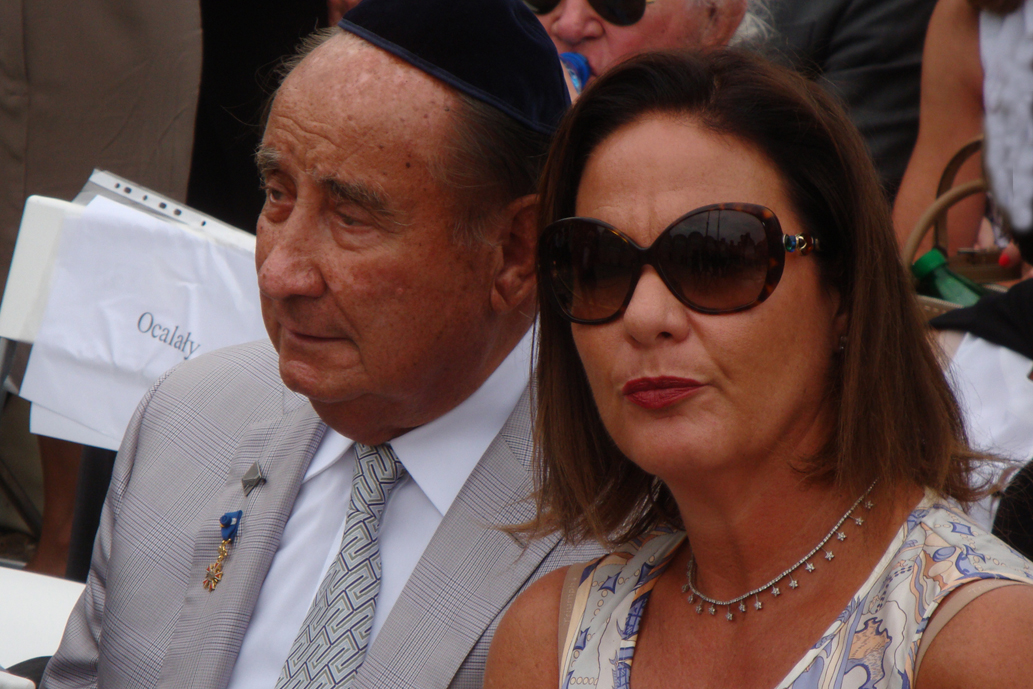
Josef Buchmann z żoną Bareket w Łodzi 2015

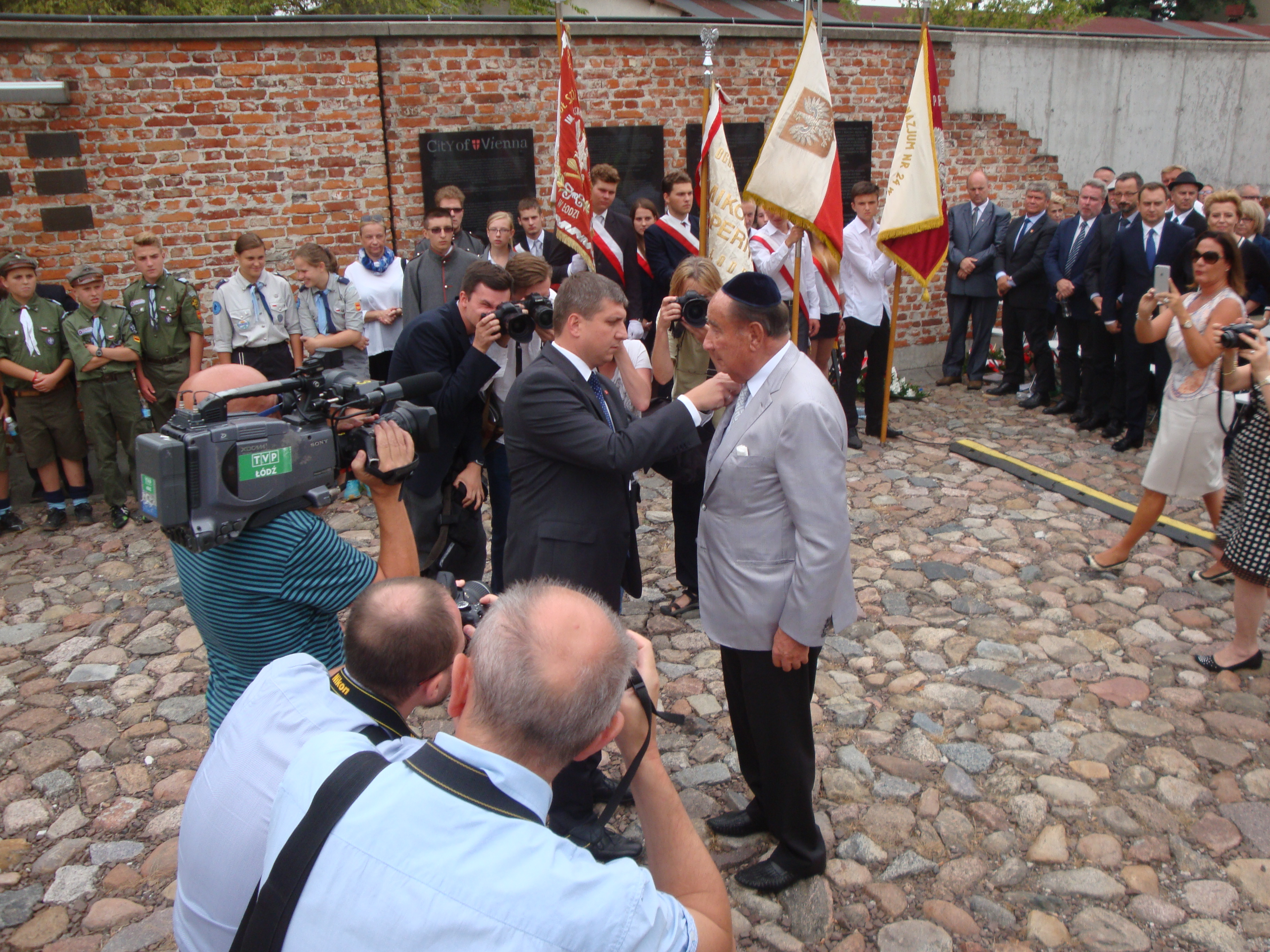
Josef Buchmann dekorowany Odznaką za Zasługi dla Miasta Łodzi w 2015 podczas uroczystości 71. Rocznicy likwidacji Litzmannstadt Getto

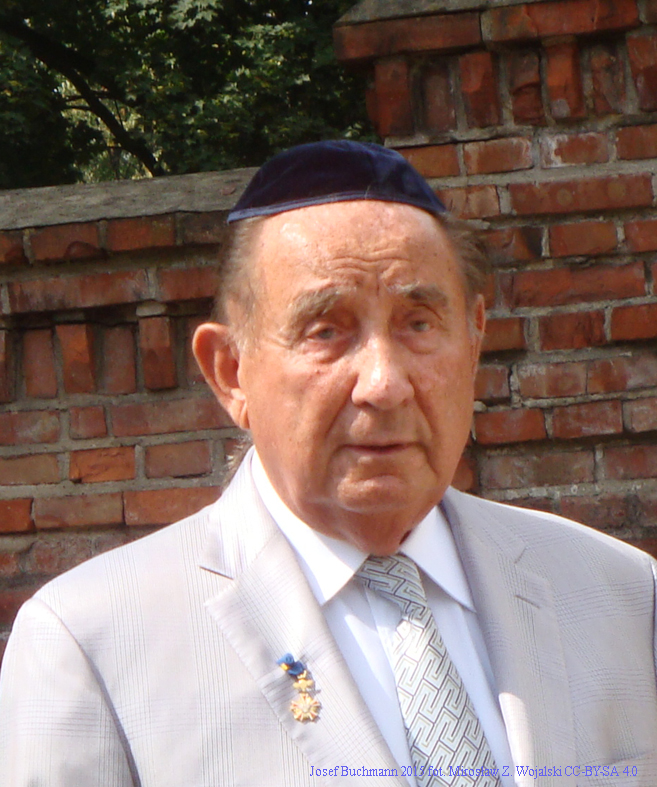
Josef Buchmann. Portret wykonany w Łodzi w 2015

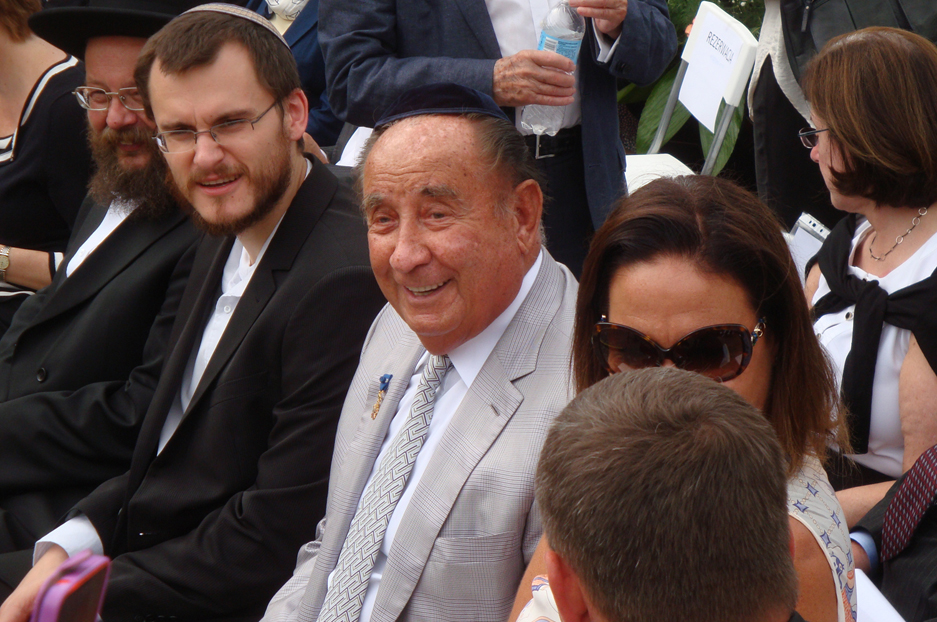
Josef Buchmann w Łodzi podczas obchodów 71. rocznicy likwidacji getta, 28 sierpnia 2015

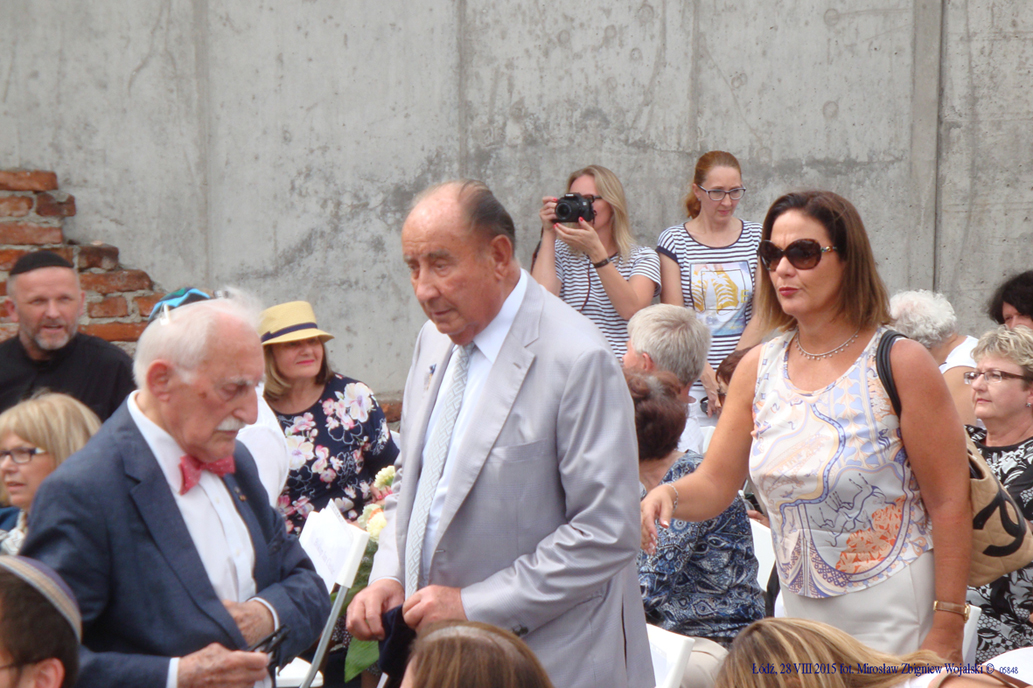
Josef Buchmann z żoną Bareket w Łodzi na Stacji Radegast, 28 sierpnia 2015

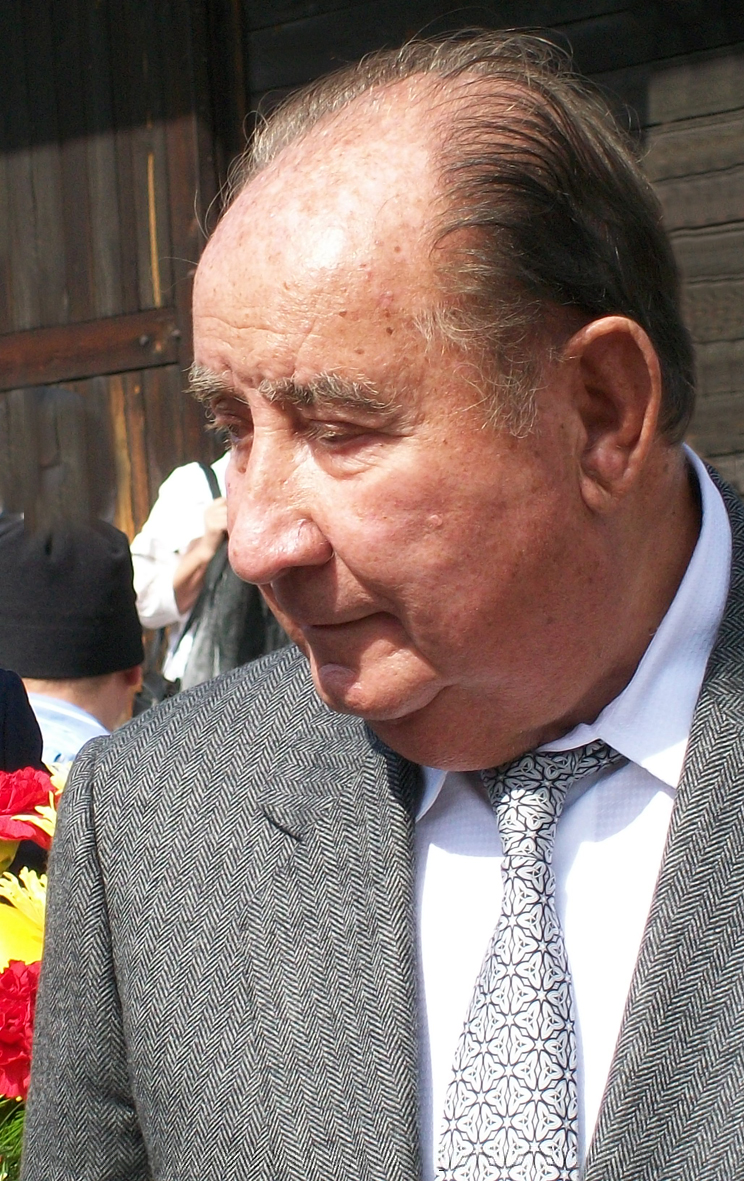
Josef Buchmann, portret wykonany w Łodzi w 2013

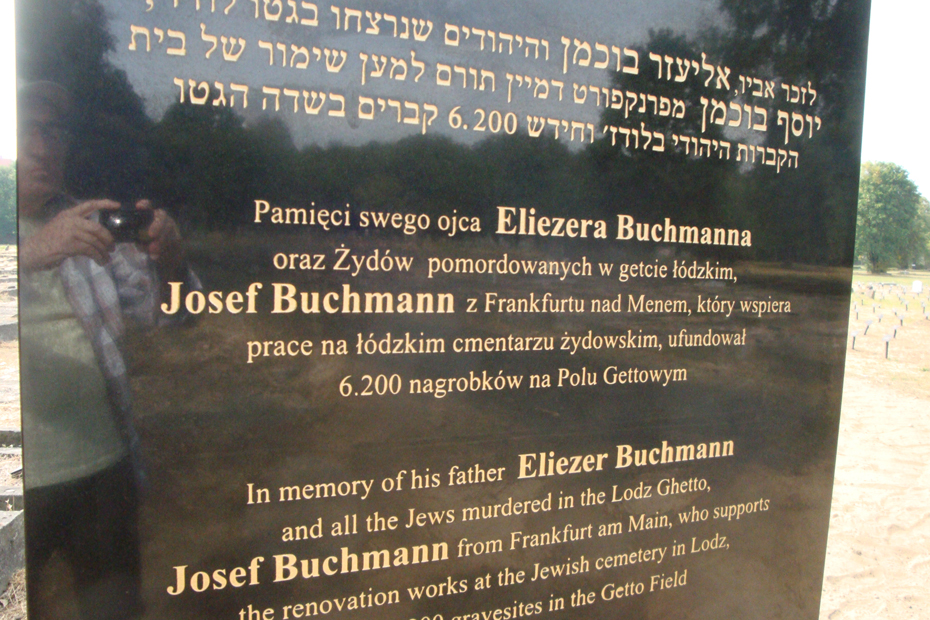
Obelisk ojca Buchmanna na cmentarzu żydowskim w Łodzi, 2015

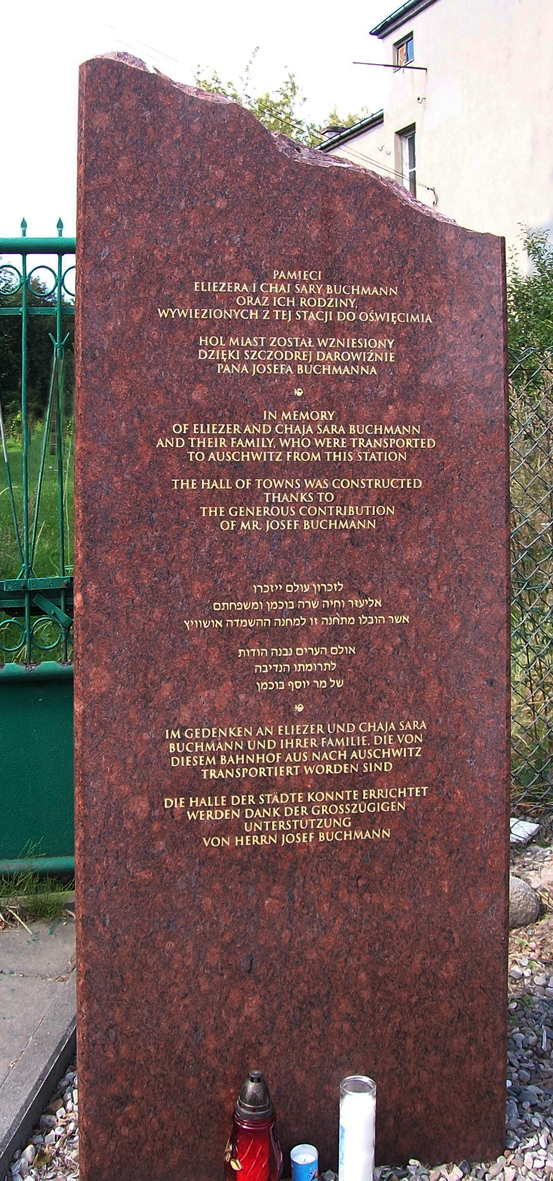
Napis na obelisku informujący o darowiźnie Josefa Buchmanna na Hol Miast Pomnika Stacja Radegast w Łodzi

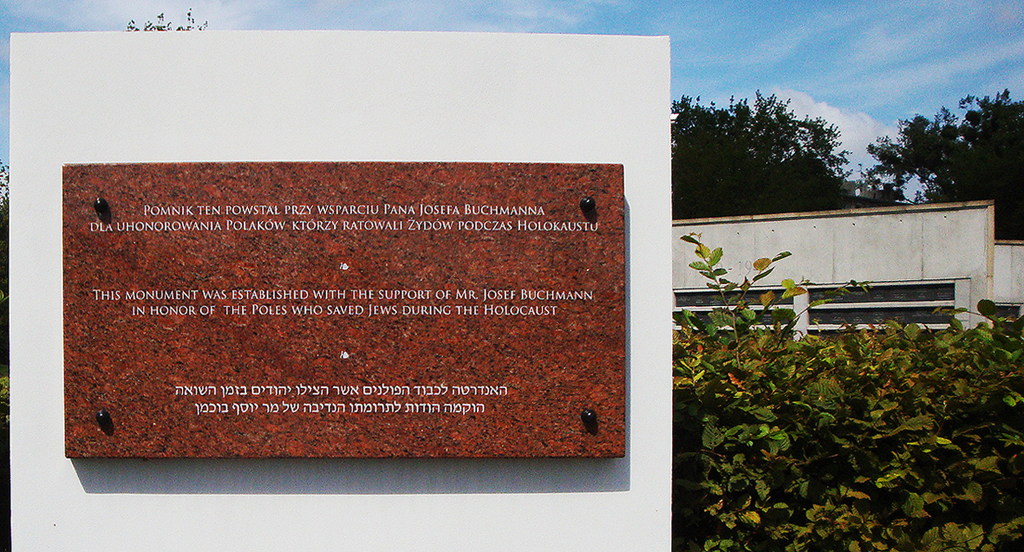
Tablica donacyjna Pomnika Sprawiedliwych w Łodzi w Parku Ocalałych dokumentująca wkład finansowy Josefa Buchmanna

Josef Buchmann (ur. 10 lipca 1930 w Łodzi) – niemiecki przedsiębiorca i filantrop żydowskiego pochodzenia, związany działalnością filantropijną z Łodzią.

## Dzieciństwo i młodość, rodzina
Jego ojciec – Lajzer (Eliezer) Buchman (ur. 1894) (jego nazwisko zapisywano zawsze z jednym „n” na końcu) – był działaczem związkowym, reprezentował związek rzeźników. Matka, Chaja Sura (ur. 1899), pochodziła z pobożnej rodziny Haftorników. Mieszkali przy ul. Zgierskiej 78, blisko Bałuckiego Rynku. Pamięta, jak chodził z mamą po warzywa na ten rynek.
Ciepło wspomina wakacyjne wyjazdy na podmiejskie wczasowisko do Wiśniowej Góry. Z tamtych czasów zachowało się jedyne rodzinne zdjęcie, na którym są wszyscy. Zostało przed wojną wysłane do wujka w Ameryce i po wojnie dostał je z powrotem, teraz stoi na honorowym miejscu w jego frankfurckim mieszkaniu.
Josef był jedynym chłopcem w rodzinie, miał cztery siostry: Ruchla (ur. 1920), Szajndla Sala (ur. 1923), Ala (ur. 1927) i najmłodsza Estera (ur. 1932). Dwie inne siostry zmarły przed jego urodzeniem.
Jego dziadek ze strony matki był gabajem, czyli osobą, która opiekuje się synagogą, zbiera i rozdziela datki, pomaga potrzebującym. Jego grób, tak jak innych członków rodziny, którzy zmarli w Łodzi, znajduje się na łódzkim cmentarzu. Grób siostry Ruchli, zmarłej 15 listopada 1939, został odnaleziony i odnowiony.

## Lata wojny
8 lutego 1940, gdy Niemcy zamykali łódzkich Żydów w getcie, Buchmanowie zostali w swoim mieszkaniu przy ul. Zgierskiej 78, bo dom znajdował się na terenie przeznaczonym na getto. Hitlerowcy zmienili jej nazwę na Hohensteinerstrasse; była ona wyłączona z getta, jeździły nią tramwaje i niemieckie, nieliczne wtedy, samochody. Oddzielona była zasiekami z drutu kolczastego, a strzegli jej żandarmi, którzy strzelali do każdego, kto się do zasieków zbliżył. Przejście nad ulicą z jednej strony getta na drugą było możliwe po trzech drewnianych kładkach (na Zgierskiej, Nowomiejskiej i pobliskiej Limanowskiego). 30 kwietnia getto zostało zamknięte wraz z ponad 160 000 więźniów i całkowicie odizolowane od miasta.
Jego ojciec w getcie na początku pracował jako rzeźnik, ale krótko, potem był furmanem. 1 maja 1942, gdy miał 48 lat, zmarł getcie na zapalenie płuc; nie udało się odnaleźć jego grobu.
Jako jedyny chłopiec był w rodzinie bardzo rozpieszczany a starsze siostry bardzo mu pomagały, ale aby żyć musiał pracować. Pracował z siostrami przy wywożeniu nieczystości. To była jedna z najgorszych, bardzo ciężka praca, ale dość dobrze opłacana. Pracowała z nimi nawet dziesięcioletnia Esterka, którą udało się ocalić przed wywiezieniem do obozu podczas tak zwanej wielkiej szpery, gdy Niemcy kazali wywieźć z getta wszystkie dzieci mające mniej niż 10 lat (w dniach 5–12 września 1942 z łódzkiego getta wywieziono i zamordowano 15 681 „osób nienadających się do pracy”, czyli dzieci do 10 roku życia, starców, osoby chore; na miejscu zamordowano około 600 osób).
Przez cały czas działania getta z głodu i chorób zmarło ok. 44 000 więźniów getta. Byli oni chowani na położonym w obszarze getta cmentarzu żydowskim przy ul. Brackiej. Mogiły nie miały nagrobków, a całą tę część cmentarza nazwano „polem gettowym”.
W 1943 przenieśli się do innego mieszkania, kilka domów dalej na tej samej ulicy, pod numer 84. Pracowali aż do likwidacji getta.
29 sierpnia 1944, ostatnim transportem ze stacji Radegast, został wywieziony wraz z siostrami z getta do obozu w Auschwitz. Ocalał. Był przenoszony do innych obozów koncentracyjnych, w ostatnim, w Bergen-Belsen został wyzwolony przez Anglików. Wśród oficerów angielskich był Chaim Herzog, późniejszy prezydent Izraela – wspomina.

## Po wojnie
W 1945 wrócił do Łodzi, bo chciał odszukać kogoś z rodziny, znalazł tylko ciotkę, od której dowiedział się, że w Słupsku mieszkają jego siostry. Pojechał do nich i postanowili razem wyjechać do wujka w Stanach Zjednoczonych – ale droga tam mogła prowadzić tylko przez okupowane Niemcy. Przedostali się nielegalnie do Frankfurtu, który był w amerykańskiej strefie okupacyjnej. Zarejestrowali się w obozie dla dipisów w Zeilsheim (dzielnicy Frankfurtu) i czekali na otrzymanie dokumentów pozwalających na wyjazd do Stanów Zjednoczonych. W końcu jedna z jego sióstr pojechała do Francji, druga postanowiła wyjechać do Australii. On został, gdyż konieczne chciał mieszkać w Ameryce. W międzyczasie jednak wujek zmarł i wtedy już nie miał do kogo tam jechać. Został we Frankfurcie.

## Działalność zawodowa
Jako bardzo młody człowiek zaczął karierę, która później okazała się błyskotliwa. Buchmann mówi na ten temat oszczędnie, ale nie ukrywa, że pierwsze pieniądze zarobił na nielicencjonowanym handlu, czasem na czarnym rynku.
Biznes zaczął od handlu żywnością, którą skupował na rynku i sprzedawał w obozie. Pierwsze były żywe ryby, potem rozszerzył asortyment na inne rodzaje żywności. Później sprzedawał skarpetki (założył niewielką ich fabryczkę i sprzedawał je także do Belgii). Kiedy w 1948 obóz DP został rozwiązany, Josef i jego przyjaciele (też ocalali z getta) założyli niewielki sklep w śródmieściu Frankfurtu.
Mówił o sobie: „Miałem pomysły, byłem bardzo pracowity i chciałem stać na własnych nogach”. Na początku lat 50. XX wieku w dzielnicy dworcowej otworzył bar, który dla uczczenia pamięci swojego wujka nazwał „New York City”. Pieniądze pożyczył mu Bruno Schubert, z którym był zaprzyjaźniony przez całe życie.
Karierę właściciela nieruchomości rozpoczął od kupna działki i budowy mieszkalno-biurowego budynku przy ulicy Moselstraße, na wprost swojego baru. Potem korzystając z kredytu, założył na parterze zakupionego budynku klub nocny „Imperial”. Wkrótce stał się sławny na terenie całych Niemiec – trafił w zapotrzebowanie młodych, którzy lubili chodzić na potańcówki. Występowały tam takie gwiazdy jak Josephine Baker, Zarah Leander, Marika Rökk czy Bill Haley.
Także wtedy, w połowie lat 50. XX w. powstał projekt, który wytyczył drogę zawodową na całe życie i przyniósł mu ogromny sukces – w przyszłości bowiem stał się potentatem na rynku nieruchomości. W 1962 wybudował pierwszy we Frankfurcie „drapacz chmur”. Była to jednocześnie jedna z pierwszych tego typu budowli w Niemczech.
W swoim klubie nocnym poznał menedżerów koncernu naftowego Shell. W latach 1964–1966 dla tego koncernu zbudował obiekt nazwany „Shell-Haus” z bunkrem przeciwatomowym dla 3000 ludzi razem ze szpitalem. Jest uznawany za ojca frankfurckiej Skyline, również i budynki bliźniaki banku Deutsche Bank są „jego dziećmi”. Miał pomysł, kupił działkę i zlecił projekt – a wszystko sprzedał później frankfurckiemu bankowi. Wtedy słychać było głosy, że chce przekształcić Frankfurt w Nowy Jork, dzisiaj jednak Skyline zdobył uznanie większości mieszkańców.
Od tego czasu ma na koncie wiele innych inwestycji we Frankfurcie, w tym Nordwestzentrum, które zmieniło wygląd dzielnicy, dając jej nowe oblicze. Stał się człowiekiem zamożnym. Jego firma działa na rynku międzynarodowym. Posiada nieruchomości w Niemczech, Izraelu i w USA. Udało mu się – miał silną wolę i wyczucie w odniesieniu do ludzi i do projektów. „Chciałem sam sobie dowieść, że jestem coś wart” – tak mówi dziś o sobie.
Od wielu lat zarobione pieniądze przeznacza w znacznym stopniu na edukację, kulturę i pomoc socjalną. Nie chcę wkładać pieniędzy tylko w zaprawę murarską i kamienie, ale także w ludzi – powiedział kiedyś.
Od lat 90. XX wieku do niego należy też największy pasaż handlowy i ostatnio pracuje nad powiększeniem Centrum o mieszkania i sklepy. Mimo podeszłego wieku codziennie jest w biurze, urządzonym stylowymi meblami angielskimi. Praca to jego hobby. Wydaje się, że właśnie w taki sposób zachowuje swą młodość. A czas wolny zarezerwowany jest dla żony i kilkuletnich bliźniaków. Dopiero w późnym okresie swojego życia Josef Buchmann znalazł szczęście rodzinne, którego wojna go pozbawiła w latach dzieciństwa i młodości. Potentat nieruchomości, często uważany za jednego z najbogatszych obywateli Frankfurtu, jest raczej cichy i powściągliwy, unikający rozgłosu. Przy podejmowaniu ważnych decyzji radzi się żony i bliskich współpracowników, pracujących dla niego już od dziesiątków lat. Zaufanie jest dla niego ważne. Jest hojny, ale chce też dokładnie wiedzieć jaki skutek odniosło jego wsparcie.

Przez parę dziesiątków lat nie opowiadał nikomu, że jest Żydem i że był więźniem Auschwitz – aż do momentu, kiedy spotkał Oskara Schindlera podczas przebudowy domu przy ulicy Moselstraße. Schindler – nie odnoszący po wojnie sukcesu ekonomicznego, prowadził fabrykę płyt podłogowych w Hanau i chciał zdobyć zamówienia od Buchmanna. „Opowiedział mi, że w Polsce uratował setki Żydów w czasie wojny. Wydawało mi się to prawie niewiarygodne.” Parę dni później potwierdził to jednak sędzia z Izraela, jeden z „Żydów Schindlera”. Buchmann złożył u Schindlera zamówienie, zaczęli współpracę, a z czasem stali się przyjaciółmi. Całe życie wspierał tego, który stał się potem – dzięki filmowi Spielberga Lista Schindlera, nakręconemu w dużej mierze w Polsce, na miejscu zdarzeń – sławny na cały świat. Raz w roku Oskar Schindler i Josef Buchmann jeździli razem do Izraela, gdzie spotykali się Żydzi uratowani przez Schindlera. Nigdy nie rozmawiali o Oświęcimiu. Kiedy film „Lista Schindlera” wszedł na ekrany kin, wybawca Żydów nie żył już od prawie 20 lat. Josef Buchmann obejrzał film Spielberga. „Film był straszny, ale nie tak straszny jak rzeczywistość”, mówił. Nigdy nie zapomniał przyjaciela, nie tylko dlatego, że „jego płyty podłogowe dalej jeszcze leżą w budynku przy ulicy Moselstraße”.

## Działalność charytatywna
W pierwszej kolejności fundował stypendia doktoranckie młodym naukowcom z różnych dziedzin. Pomagał w nawiązaniu kontaktów między młodymi Izraelczykami i Niemcami. Od niedawna sponsoruje też wyjazdy do Izraela polskim studentom.
W 1982 r. utworzył Fundusz Stypendialny im. Josefa Buchmanna, który organizuje od lat wymianę studencką między uczelniami w Tel Awiwie i we Frankfurcie. Do dziś ponad 300 stypendystów skorzystało z możliwości odbycia ufundowanych przez niego staży, m.in. doktoranckich. Stworzył tym samym stabilną bazę dla tej wymiany, a chciał połączyć trwałymi więzami swoją nową ojczyznę z izraelskim miastem, do którego on sam kilkakrotnie w roku przybywa i gdzie mieszkają jego dwie starsze siostry. Zamierza też dołączyć młodych naukowców z Łodzi. 
Już w 1980 r. zaczął się angażować jako sponsor Uniwersytetu im. Goethego i, jednocześnie, Uniwersytetu Telawiwskiego, a robił to dlatego, że chciał wzmocnić stosunki między Niemcami a Izraelem, nawiązać wymianę studencką i naukową między Frankfurtem a Tel Awiwem.
Jego darowizna umożliwiła utworzenie przez stowarzyszenie Frankfurter Förderverein für physikalische Grundlagenforschung wspierające badania podstawowe z dziedziny fizyki w latach od 2004 do 2008 r. profesury im. Josefa Buchmanna (Laureautus Josef Buchmann Laureatus-Professur).
Był mecenasem budowy nowego budynku Centrum Pediatrii i Medycyny Młodzieżowej we Frankfurckiej Klinice Uniwersyteckiej, część tego Centrum na jego cześć nosi nazwę „Skrzydło im. Josefa Buchmanna” (Josef-Buchmann-Flügel). Ponadto pomógł klinice zakupić najnowocześniejsze urządzenia medyczne.
W Muzeum Natury Senckenberg (tam jest członkiem Kuratorium) znacznie pomagał finansowo w wyposażeniu Ptasiej Hali, która także nosi jego imię.
Dla Muzeum Städel podarował dzieła Arnuffa Rainera i wspólnie z Fundacją im. Johanny Quandt pomógł przy zakupie obrazu Giacometiego.
Brał również udział w tworzeniu integracyjnego placu zabaw na leśnym placu zabaw Louisa.
W 2012 Uniwersytet im. Goethego otrzymał od niego hojną darowiznę w celu utworzenia Instytutu Molekularnego Nauk o Życiu (Institut für Molekulare Lebenswissenschaften) na terenie kampusu Riedberg. Instytut nosi jego imię.
W tymże 2012 r. rektor Uniwersytetu im. Goethego prof. Werner Műller-Esterl uhonorował małżeństwo Bareket i Josef Buchmann medalem za wybitne wsparcie Instytutu Molekularnych Nauk o Życiu im. Buchmanna.
W 2013 r. mianowano go honorowym senatorem Uniwersytetu im. Goethego.
Z okazji 100-lecia Uniwersytetu im. Goethego we Frankfurcie Buchmann sfinansował wielki koncert w Starej Operze, dyrygowany przez dyrygenta Zubin Mehta i przy udziale młodych muzyków ze szkoły muzycznej Buchmann-Mehta School of Music Tel Awiw. Wcześniej bowiem, w 2005, wspólnie ze sławnym dyrygentem Zubin Mehta założył w Tel Awiwie szkołę muzyczną „Buchmann-Mehta School of Music”, którą finansuje, także funduje stypendia dla uczniów.
Wspierał finansowo budowę gmachów dla Uniwersytetu w Tel Awiwie, dlatego od 1995 Wydział Prawa Uniwersytetu w Tel Awiwie nosi imię Josefa Buchmanna. Ariel Szaron, premier Izraela, podczas wręczania Buchmannowi doktoratu honoris causa Uniwersytetu Telawiwskiego w 2002 r. powiedział: „Josef Buchmann jest żyjącym świadectwem losu narodu żydowskiego, który nawet po tragedii Holocaustu odrodził się jak legendarny feniks i zbudował nowe życie”.

## Działalność charytatywna w Łodzi
Ale upamiętnia też najbliższych, którzy zginęli podczas Holocaustu.
Od prawie 30 lat Josef Buchmann pomaga bowiem rodzinnej Łodzi. Przyjechał do Łodzi pod koniec lat 80. XX w., jeszcze w czasach komunizmu. Gdy zobaczył biedną gminę żydowską w niewielkim pomieszczeniu przy ul. Zachodniej, postanowił jej pomóc. Przez wiele lat przysyłał pieniądze z przeznaczeniem na stołówkę dla starszych członków gminy. Zaczął też finansować porządkowanie cmentarza żydowskiego przy ul. Brackiej w Łodzi. Dał pieniądze, by na „polu gettowym”, postawione zostały niewielkie betonowe nagrobki, których stanęło wtedy kilka tysięcy. To oczywiście była kropla w morzu potrzeb, ale to był początek. W 2004 roku przekazał miastu 250 000 euro (ponad milion zł) na budowę pomnika na stacji Radegast. Hol Miast został wzniesiony dzięki szczodrej darowiźnie Josefa Buchmanna. „Pamięci Eliezera i Chai Sary oraz ich rodziny wywiezionych z tej stacji do Oświęcimia” – czytamy na tablicy stojącej w sąsiedztwie pomnika ofiar getta.
To, co zrobiła Łódź dla pamięci o Żydach łódzkich, jest ważne dla młodej generacji Polaków i Żydów, ale też dla tych, co przeżyli getto – mówił podczas pobytu w Łodzi.
W 2005 r. sfinansował tworzenie przez Fundację Monumentum Iudaicum Lodzense bazy danych osób pochowanych na cmentarzu żydowskim w Łodzi, znajdują się w niej nazwiska ok. 90 000 osób. Lokal przeznaczony na archiwum Fundacja wyremontowała też dzięki jego dotacji.
W 2009 r. znaczącą kwotą wsparł budowę łódzkiego Pomnika Sprawiedliwych wśród Narodów Świata w Parku Ocalałych i zostało to uwiecznione na tablicy u wejścia. Pomnik ma kształt Gwiazdy Dawida i upamiętnia Polaków, którzy w latach 1939–1945, w czasie wojny, ratowali Żydów. Między innymi jest tam nazwisko Zofii Libich.
Podczas obchodów 65. rocznicy likwidacji Ghetto Litzmannstadt 29 sierpnia 2009 prezydent RP Lech Kaczyński, za wybitne zasługi w działalności na rzecz dialogu polsko-żydowskiego oraz w rozwijaniu współpracy między narodami, odznaczył go Krzyżem Komandorskim z Gwiazdą Orderu Zasługi Rzeczypospolitej Polskiej.
28 sierpnia 2015 został przez Przewodniczącego Rady Miejskiej Tomasza Kacprzaka uhonorowany Odznaką za Zasługi dla Miasta Łodzi (odznakę Rada Miejska m. Łodzi przyznała mu w 2014).
28 sierpnia 2015 został odsłonięty upamiętniający jego ojca oraz Żydów pomordowanych w getcie łódzkim, ufundowany przez niego pomnik – pionowa płyta na skraju Pola Gettowego.
W 2020 r. został honorowym obywatelem Łodzi.

## Odznaczenia w Polsce
- Krzyż Komandorski z Gwiazdą Orderu Zasługi Rzeczypospolitej Polskiej
- Odznaka „Za Zasługi dla Miasta Łodzi”